# Oligocentria phraortes
Oligocentria phraortes är en fjärilsart som beskrevs av Druce 1889. Oligocentria phraortes ingår i släktet Oligocentria och familjen tandspinnare. Inga underarter finns listade i Catalogue of Life.